# Albino Barra Villalobos
Albino Barra Villalobos (Santiago, 3 de febrero de 1906 - ibídem, 17 de agosto de 1993) fue un dirigente sindical y político socialista chileno. Fue cofundador del partido socialista chileno y el encargado de articular este mismo partido durante la dictadura militar de Augusto Pinochet.

## Familia
Fue hijo de Albino Barra y Herminia Villalobos. Estudió en la Escuela La Campana de Santiago. Ejerció como obrero mueblista.
Albino Barra tuvo dos matrimonios. El primero fue con Gregoria Sánchez Serrano, con quien tuvo 3 hijos (Victoria Elena Barra Sánchez, Manuel Ulises Barra Sánchez y Lucía Mirella Barra Sánchez). Luego de que su esposa muriera, Albino Barra se volvió a casar con Victoria Fuentes, con quien tuvo 2 hijos más, Leonor Barra Fuentes y Patricio Barra Fuentes.

### Actividad sindical
- Cofundador de la Confederación de Trabajadores de Chile y tesorero de esta.
- Consejero del Servicio de seguro social y de la Corfo.
- Fundó la Federación Nacional Industrial de Obreros de la Madera y Anexos.

## Actividad política
Cofundador del Partido Socialista de Chile en 1933. Subsecretario general del partido en las presidencias de Raúl Ampuero y de Aniceto Rodríguez. Miembro del Comité Central del Partido.
Diputado por la Decimoséptima agrupación departamental; Concepción, Talcahuano, Tomé, Yumbel y Coronel, por cuatro períodos consecutivos; 1949-1953, 1953-1957, 1957-1961 y 1961-1965.
En 1965 fue candidato a senador por la sexta agrupación provincial, pero no resultó elegido. Distinguido con la Medalla al mérito por el Partido Socialista de Chile.

## Historia Electoral

### Elecciones parlamentarias de 1965
- Elecciones parlamentarias de 1965 a Senador por la Sexta Agrupación Provincial de Curicó, Talca, Maule y Linares Período 1965-1973 (Fuente: Dirección del Registro Electoral, Domingo 7 de marzo de 1965)

| Candidato                   | Partido | Votos  | %      | Resultado |
| --------------------------- | ------- | ------ | ------ | --------- |
| Sergio Diez Urzúa           | PCU     | 12.392 | 8,84%  |           |
| Eduardo Silva Pizarro       | PCU     | 730    | 0,5%   |           |
| Raúl Irarrázaval Lecaros    | PCU     | 565    | 0,4%   |           |
| Raúl Juliet Gómez           | PR      | 8.145  | 5,8%   | Senador   |
| Joaquín Morales Abarzúa     | PR      | 7.171  | 5,1%   |           |
| René Lagos Rojo             | PR      | 6.252  | 4,46%  |           |
| José Foncea Aedo            | DC      | 15.212 | 10,85% | Senador   |
| Raúl Gormaz Molina          | DC      | 3.039  | 2,21%  | Senador   |
| Patricio Aylwin Azocar      | DC      | 39.079 | 27,9%  | Senador   |
| Ignacio Urrutia de la Sotta | PL      | 1.336  | 0,95%  |           |
| Jaime Silva Silva           | PL      | 11.315 | 8,07%  |           |
| Pedro Opaso Cousiño         | PL      | 439    | 0,3%   |           |
| Rafael Tarud Siwady         | PS      | 26.512 | 18.9%  | Senador   |
| Albino Barra Villalobos     | PS      | 8.011  | 5,7%   |           |